# Eutrixopsis javana
Eutrixopsis javana là một loài ruồi trong họ Tachinidae.